# Can Travi Nou
Masía del barrio de Horta, del distrito de Horta-Guinardó, de la ciudad de Barcelona. La masía, de comienzos del siglo XVIII, estaba situada en el antiguo camino de Sant Cebrià, hoy calle Jorge Manrique. Fue transformada en casa señorial en los años veinte, manteniendo su estructura tradicional. Los propietarios iniciales, los Travi, una familia de la nobleza con extensas propiedades en el norte de Cataluña,  después de que los terrenos fueran expropiados para urbanizar la finca a raíz del crecimiento urbano de Horta en la segunda mitad del siglo XX, vendieron la casa a los colonos de la masía, cuyos descendientes más tarde la convirtieron en restaurante y adoptaron el nombre de la casa para crear la empresa de restauración Grup Travi.